# Людина, яка впала на Землю (роман)
«Людина, яка впала на Землю» — науково-фантастичний роман американського письменника Волтера Тевіса 1963 року. Роман розповідає про інопланетянина, який приземляється на Землю в пошуках способу врятувати своїх земляків з їх рідної планети, яка страждає від сильної посухи. Роман став основою для фільму 1976 року Ніколаса Роуга, а також телевізійної адаптації 1987 року та телесеріалу 2022 року.

## Сюжет
Томас Джером Ньютон — гуманоїдний інопланетянин, який прибув на Землю, щоб побудувати космічний корабель і переправити на ньому інших зі своєї рідної планети Антея на Землю. Антея переживає жахливу посуху після багатьох ядерних воєн. Населення планети скоротилося до менше ніж 300 осіб. Їхні власні зорельоти непридатні для використання через брак палива та 500 років нехтування. Антейці не мають води, їхні запаси їжі повільно скорочуються, а доступна їм  сонячна енергія вкрай слабка. Як і всі антейці, Ньютон наділений надлюдським інтелектом, але його вибрали для цієї місії, бо він має фізичну силу, необхідну щоб витримати сильнішу гравітацію на Землі.
Прибувши на Землю в рятувальній шлюпці, Ньютон приземляється в штаті Кентуккі. Він швидко знайомиться з навколишнім середовищем і складає план. Використовуючи передові технології зі своєї рідної планети, Ньютон патентує багато винаходів і накопичує неймовірні багатства. Він планує використати здобуті кошти, щоб побудувати космічні апарати для порятунку решти населення Антеї.
Під час своїх пригод він зустрічає Бетті Джо, яка закохується в нього. Він не відповідає на ці почуття, але бере її та свого  паливного техніка Натана Брайса в друзі, а сам керує  компанією з тіні. Бетті Джо знайомить Ньютона з багатьма земними звичаями, такими як церква, мода та алкоголь. Однак алкоголізм незабаром призводить Ньютона до проблем, оскільки він починає відчувати сильні емоції, незнайомі антейцям.
Зрештою Натан Брайс виявляє, що Ньютон — інопланетянин. Ньютон радіє тому, що нарешті може поділитись з кимось своєю таємницею. Він висловлює надію, що антейці, яких він переправить на Землю, процвітатимуть і використають свій високий інтелект, щоб допомогти Землі досягти миру, процвітання та безпеки.
Однак ЦРУ, яке стежило за Ньютоном з моменту його прибуття на Землю, заарештовує його. Вони піддають його ретельним тестам і аналізу, в результаті чого отримують переконливі докази його інопланетного походження, але вирішують не оприлюднювати результати, побоюючись, що їм просто не повірять. Ньютона звільняють, але його одразу заарештовує ФБР, яке починає власні перевірки. Вони роблять рентгенівський знімок черепа Ньютона. Оскільки очі Ньютона чутливі до рентгенівського випромінювання, в результаті експериментів він сліпне. Історія про осліплення Ньютона стає публічним скандалом, але він не намагається помститися, а уряд в свою чергу залишає його у спокої.
У своїй останній розмові з Брайсом Ньютон з гіркотою пояснює, що він не може продовжувати працювати над проєктом космічного корабля через свою сліпоту та через те, що за час полону взаємне розташування Землі і Антеї змінилося. Він записує повідомлення, яке сподівається передати по радіо на рідну планету. Брайс залишає Ньютона пити на самоті.

## Оцінки й відгуки
Джеймс Салліс заявив, що «Людина, яка впала на Землю» — це «один із найкращих науково-фантастичних романів». Він відмітив, що «на поверхні його можна зрозуміти як алегорію на п’ятдесяті роки та холодну війну. Під поверхнею приховані тема екзистенціальної самотності, християнська притча, повість митця. Але в першу чергу, напевно, це найдостовірніше серед усієї літератури змалювання алкоголізму». 